# Coolidge (Georgia)
Coolidge – miasto w Stanach Zjednoczonych, w stanie Georgia, w hrabstwie Franklin.